# Claude Fournier
Claude Fournier L’Héritier (* 21. Dezember 1745; † 27. Juli 1825) war ein französischer Revolutionär mit dem Spitznamen l’Américain (der Amerikaner).

## Leben

### Frühes Leben
Er wurde in Auzon (Haute-Loire) als Sohn eines armen Webers geboren und ging später in die französisch-amerikanischen Kolonien. Französisch-Amerika, um sein Glück zu suchen. Auf der Insel Saint-Domingue (Haiti) begann er mit der Branntwein-Herstellung von Tafia (einer minderwertigen Rumqualität), verlor aber bei einem Brand alles.

### Rolle in der Französischen Revolution
Nach seiner Rückkehr nach Frankreich schloss er sich mit Begeisterung der Revolution an und zeichnete sich durch die Organisation einer bewaffneten Volksarmee aus, die an allen großen Aufständen in der Hauptstadt beteiligt war, darunter dem Marsch der Frauen auf Versailles (1789), dem Massaker auf dem Marsfeld (1791), der Erstürmung des Tuilerienpalastes (1792) und dem Septembermassaker, bei letzterem durch das Massaker am Carrefour des quatre Bornes.
Fournier hatte schlechte Beziehungen zu den meisten Politikern (insbesondere zu Jean-Paul Marat) und verbrachte einen Großteil seiner Zeit im Gefängnis, da alle Regierungen ihn als Aufwiegler betrachteten und ihn der Anstiftung zum Aufstand beschuldigten. Als er zum ersten Mal verhaftet wurde, weil er versucht hatte, in den Club der Cordeliers einzudringen, aus dem er ausgeschlossen worden war, wurde er zwar freigelassen, war aber vom 12. Dezember 1793 bis zum 21. September 1794 und erneut vom 9. März bis zum 26. Oktober 1795 im Gefängnis.

### Napoleonische Ära und späteres Leben
Nach dem gescheiterten Attentat auf Napoleon in der Rue Sainte-Nicaise im Jahr 1800 wurde er nach Französisch-Guayana deportiert, durfte aber 1809 in das französische Kaiserreich zurückkehren. Als er 1811 in Auxerre unter Beobachtung stand, wurde er beschuldigt, einen Aufstand gegen die indirekten Steuern, die sogenannten droits réunis, angezettelt zu haben, und wurde im Château d'If inhaftiert, wo er bis 1814 blieb.
Bei der zweiten bourbonischen Restauration wurde Fournier etwa neun Monate lang im Gefängnis von La Force inhaftiert. Nach 1816 wandte er sich den Royalisten zu und verbrachte seine letzten Jahre damit, die Regierung der Restauration um eine Entschädigung für sein verlorenes Eigentum in Saint-Domingue zu bitten.

## Filmische Darstellung
Darstellungen von Claude Fournier wurden in Filmen und TV-Serien u. a. von den folgenden Schauspielern verkörpert.
- Georges Trillat, in: Die Französische Revolution, Spielfilm, Frankreich, Italien, Deutschland, Kanada, Großbritannien, 351 Min, 1989. Regie: Robert Enrico, Richard T. Heffron